# Louis-Léopold Boilly

Louis-Léopold Boilly, Selbstporträt, um 1793

Louis-Léopold Boilly (* 5. Juli 1761 in La Bassée bei Lille, Département Nord; † 4. Januar 1845 in Paris) war ein französischer Maler und Lithograph.

## Leben
Boilly war der Sohn des Holzbildhauers Arnould Boilly. Nach einem Aufenthalt in Douai lernte er seit 1779 bei dem Maler Dominique Doncre in Arras. 1785 ging er nach Paris, wo er schnell als Maler von Porträts und Genrebildern Erfolg hatte. 1791 nahm er erstmals am Salon teil. Seine Genrebilder gelten als besonders lebendig und naturwahr. Seine Bilder des Pariser Lebens haben auch sittengeschichtlichen und historischen Wert. Boilly wurde für seine Verdienste zum Ritter der Ehrenlegion ernannt.
Auch seine Söhne Jules (1796–1874) und Alphonse (1801–1867) waren Maler, der Sohn Edouard Boilly (1799–1854) war Komponist; dessen Neffe Eugène war ebenfalls ein Maler.

## Werke (Auswahl)
- Der Triumph des Marat (1794) Lille, Palais des Beaux-Arts de Lille
- Réunion d'artistes dans l'atelier d'Isabey (Treffen der Künstler im Atelier von Jean-Baptiste Isabey) (1798). Paris, Musée du Louvre RF 1290bis[2]
- L' Arrivée d'une diligence dans la cour des Messageries (Ankunft einer Postkutsche im Posthof) (1803), Paris, Musée du Louvre 2678[3]
- Billardspiel (1807), St. Petersburg, Ermitage
- L'entree du Jardin Turc (Eingang zum Jardin Turc in Paris) (1812), Los Angeles, J. Paul Getty Museum 2010.11, ehemals Sammlung James Fairfax[4]

## Gallery

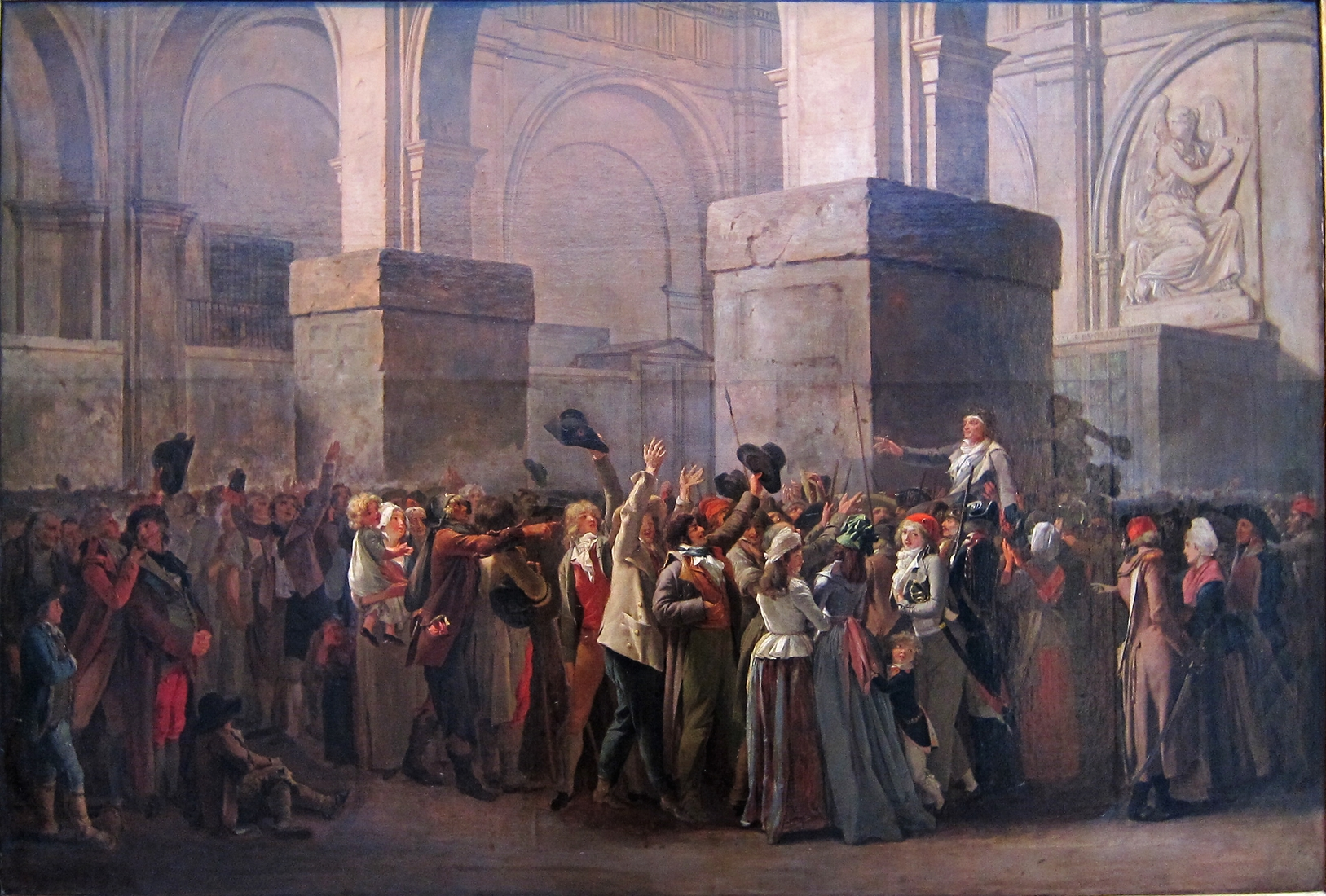
Triumph des Marat, 1794
Treffen der Künstler im Atelier von Isabey, 1798
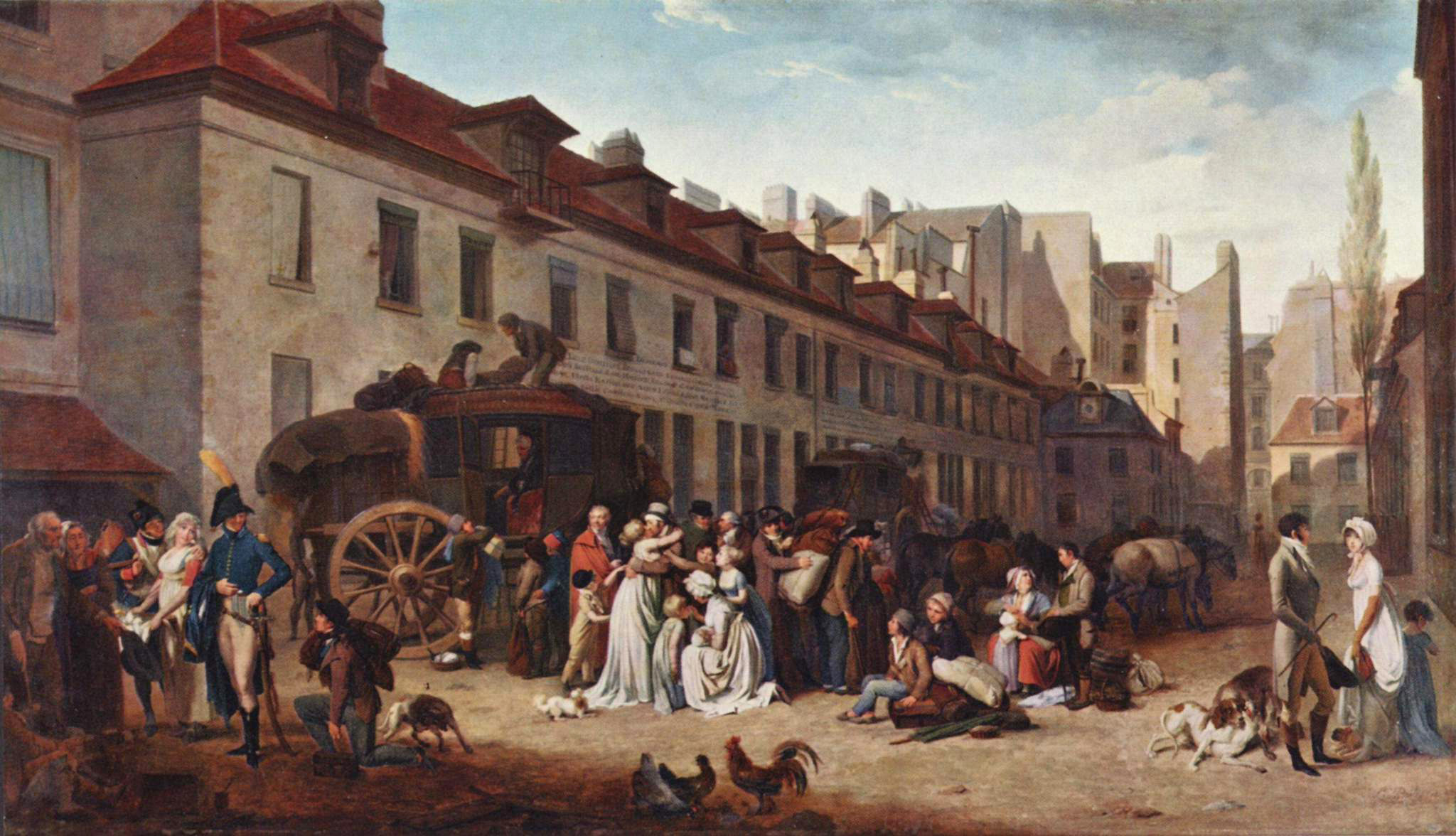
Die Ankunft der Postkutsche, 1803
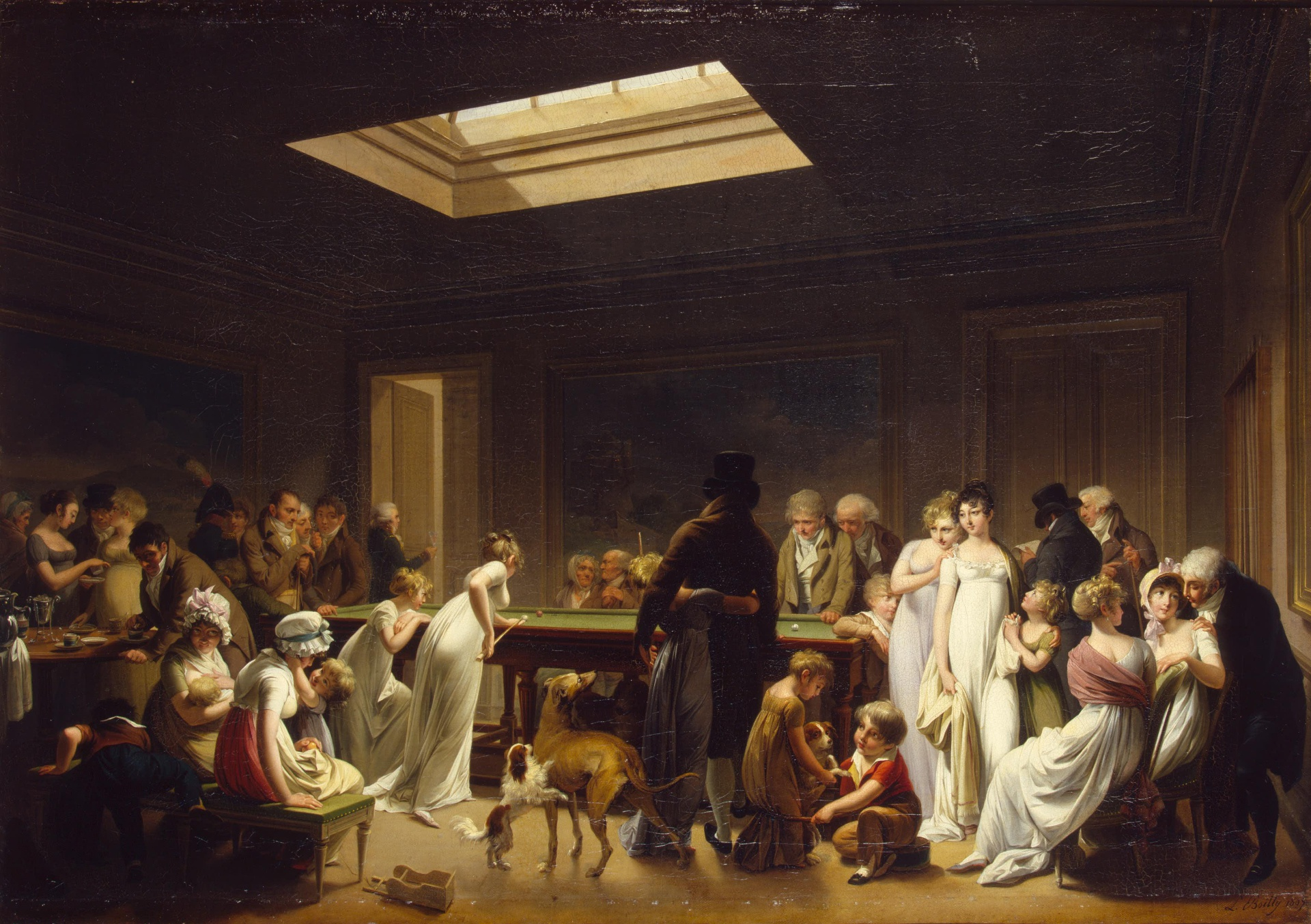
Billardspiel, 1807
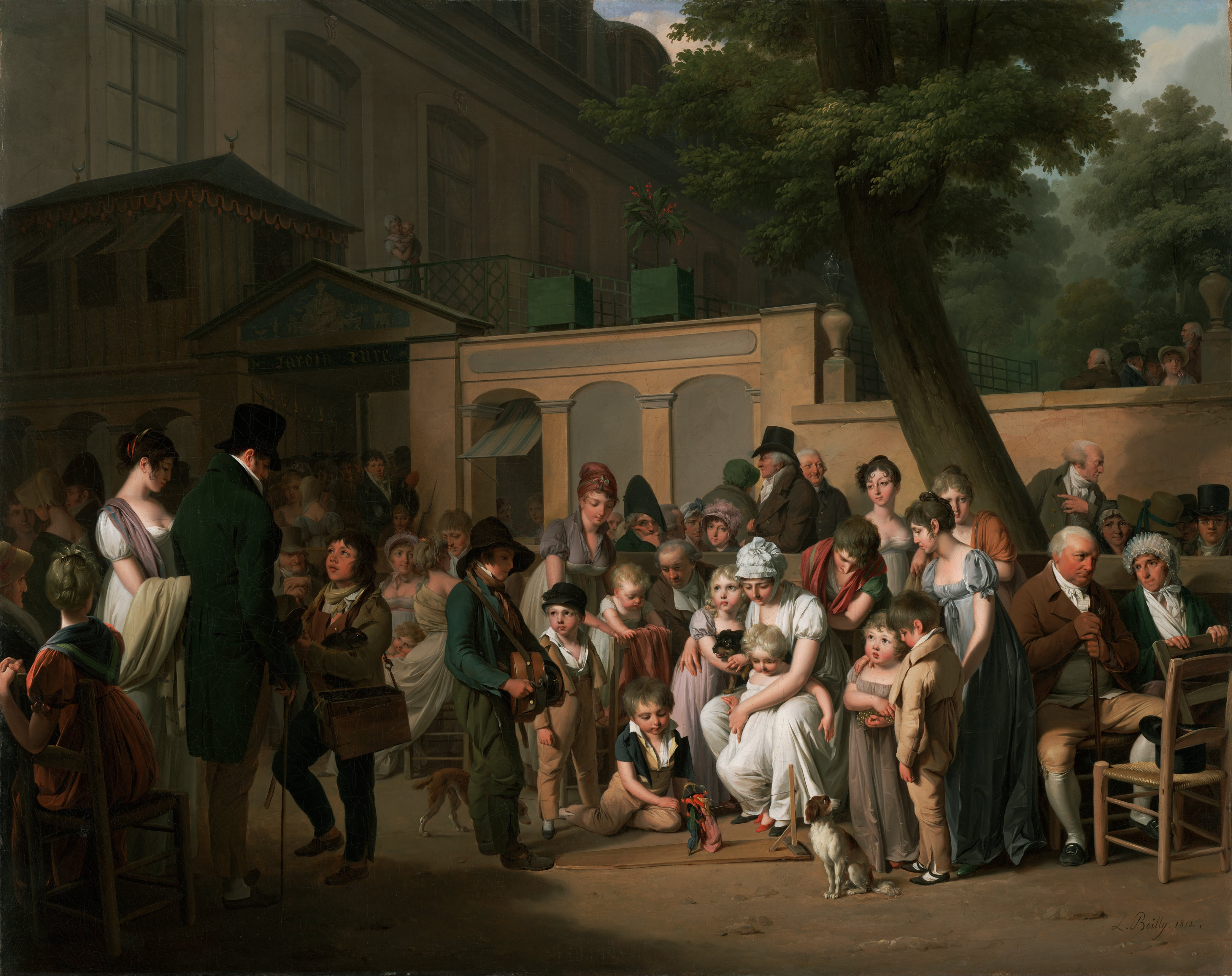
Eingang zum Jardin Turc, 1812